# Wilhelm Trübner

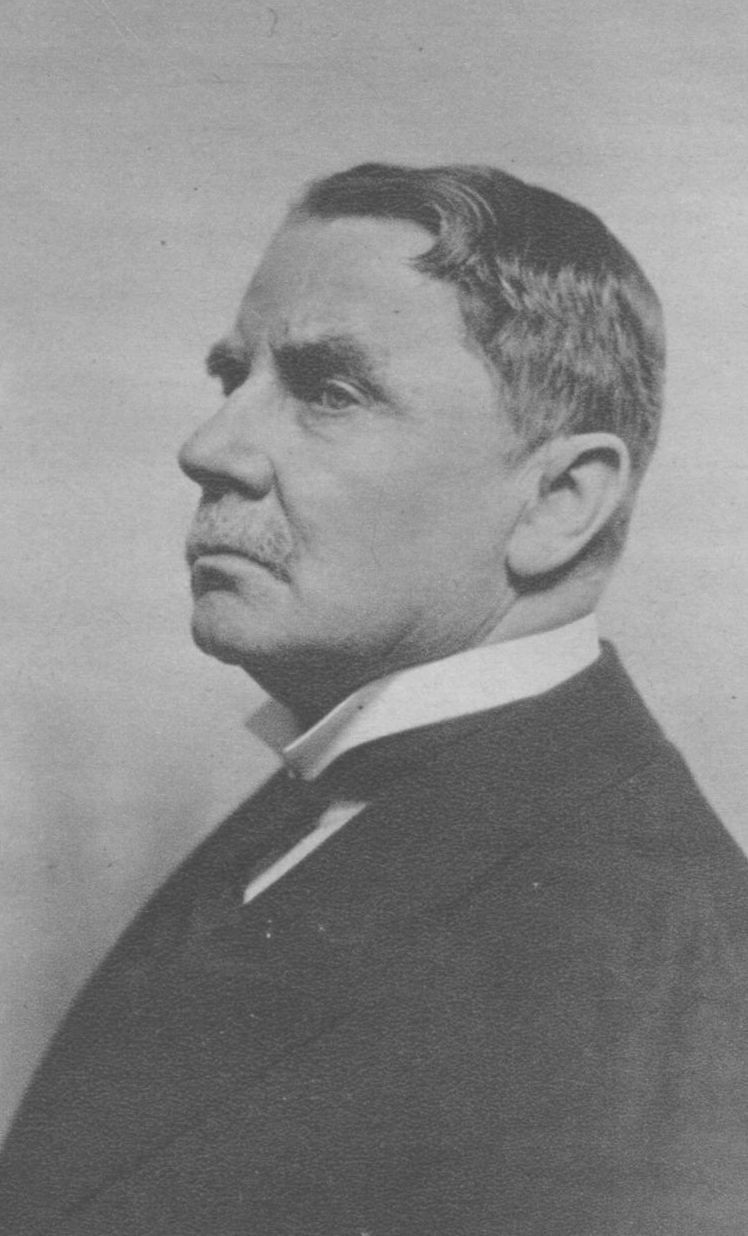
Wilhelm Trübner

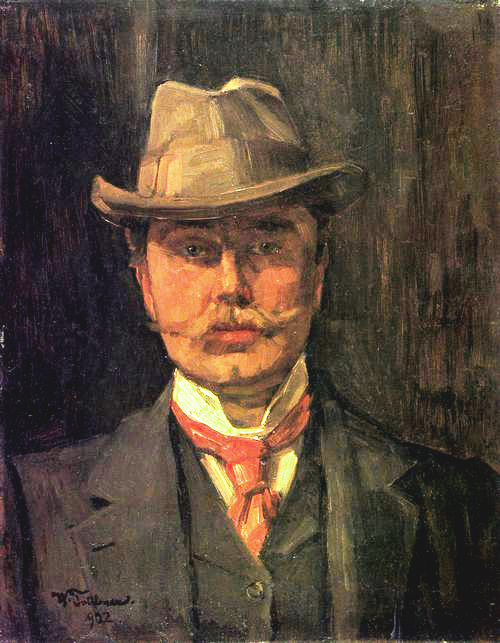
Selbstbildnis mit Hut (1902), Kurpfälzisches Museum, Heidelberg

Heinrich Wilhelm Trübner (* 3. Februar 1851 in Heidelberg; † 21. Dezember 1917 in Karlsruhe) war ein deutscher Maler, der dem so genannten „Leibl-Kreis“ um Wilhelm Leibl angehörte und stilistisch dem Realismus, Naturalismus und im Spätwerk dem deutschen Impressionismus folgte.

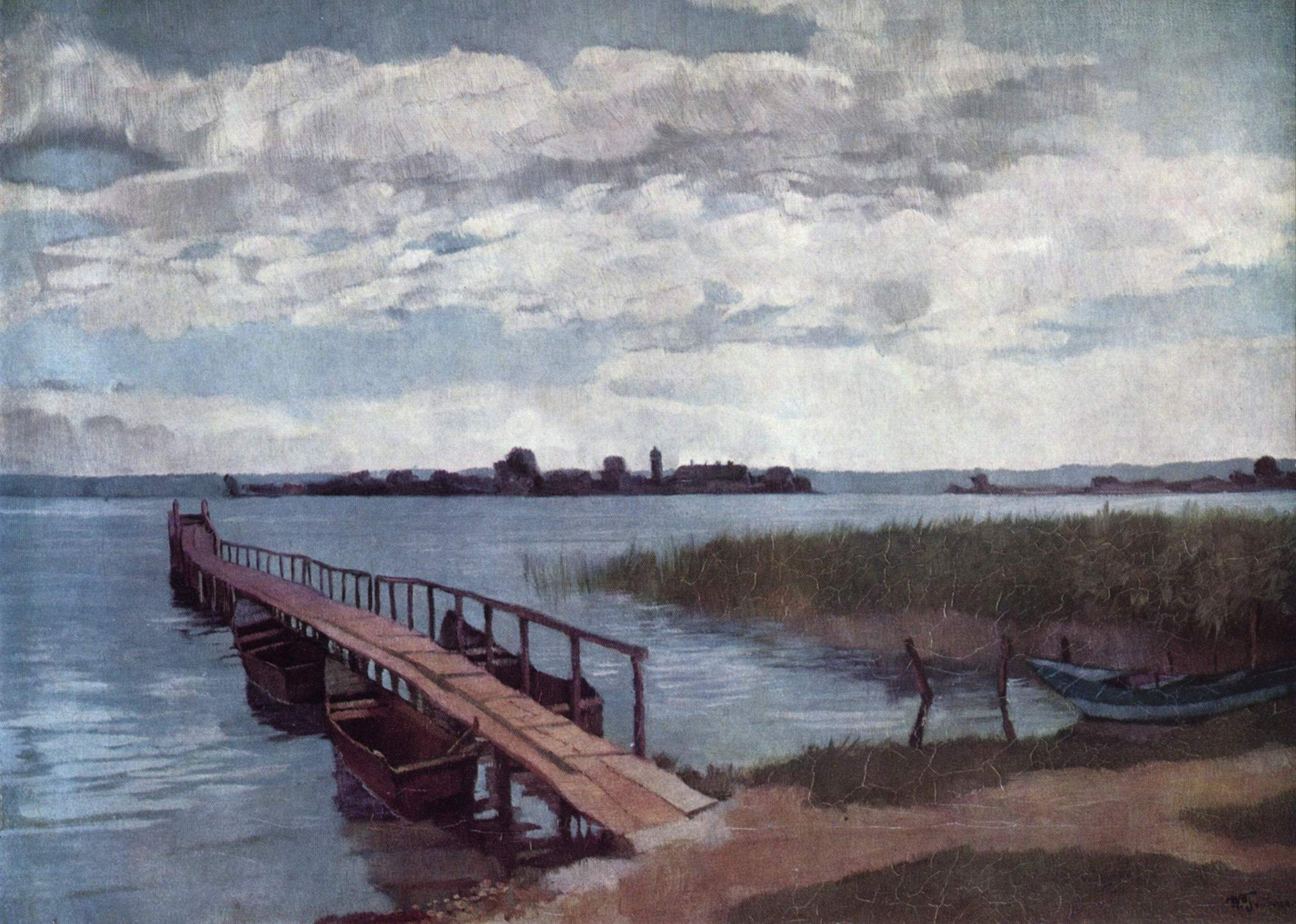
Bootssteg auf der Herreninsel im Chiemsee (um 1894), Kunsthalle Karlsruhe

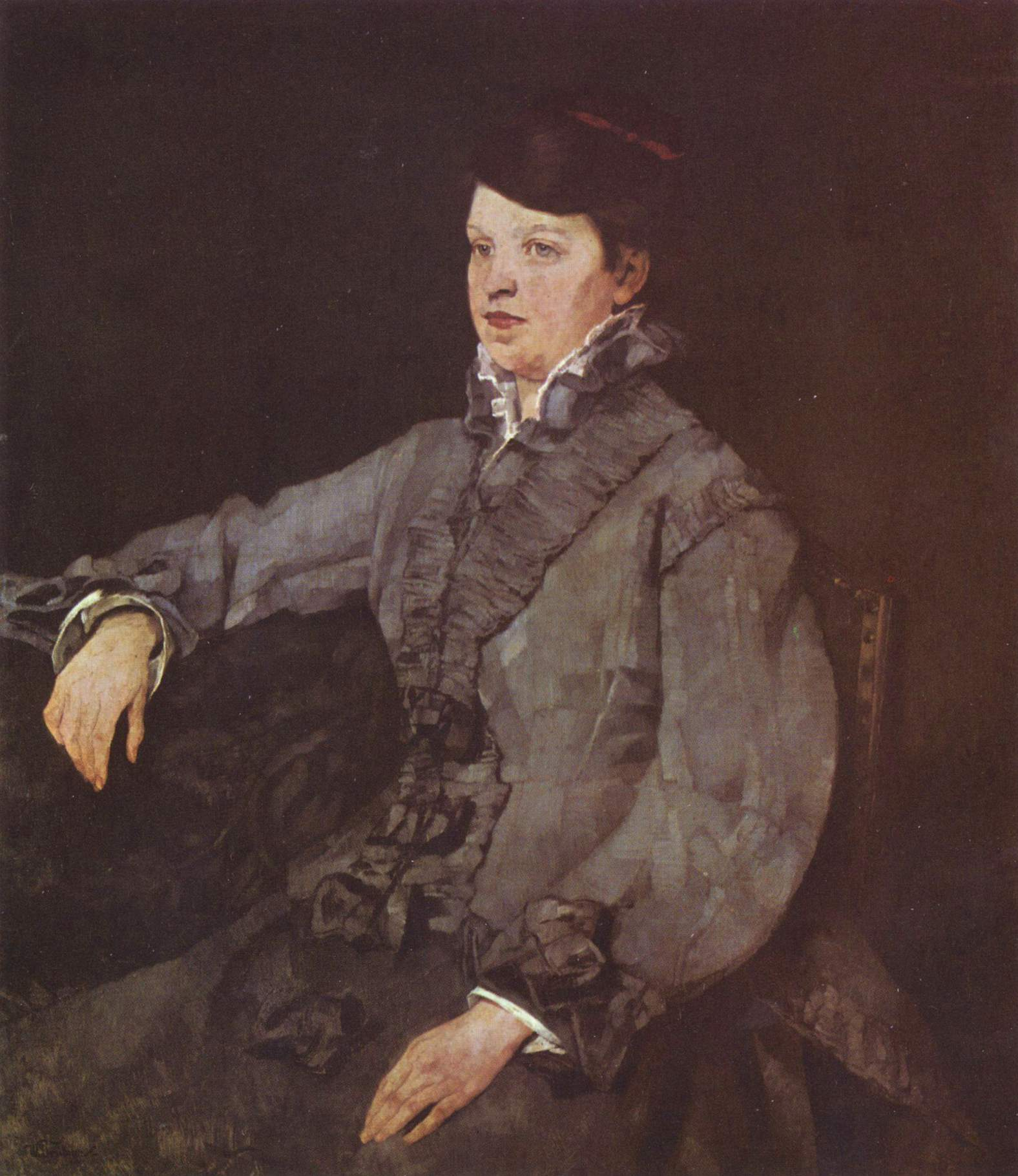
Dame in Grau (1876), Museum Folkwang, Essen

## Leben und Werk

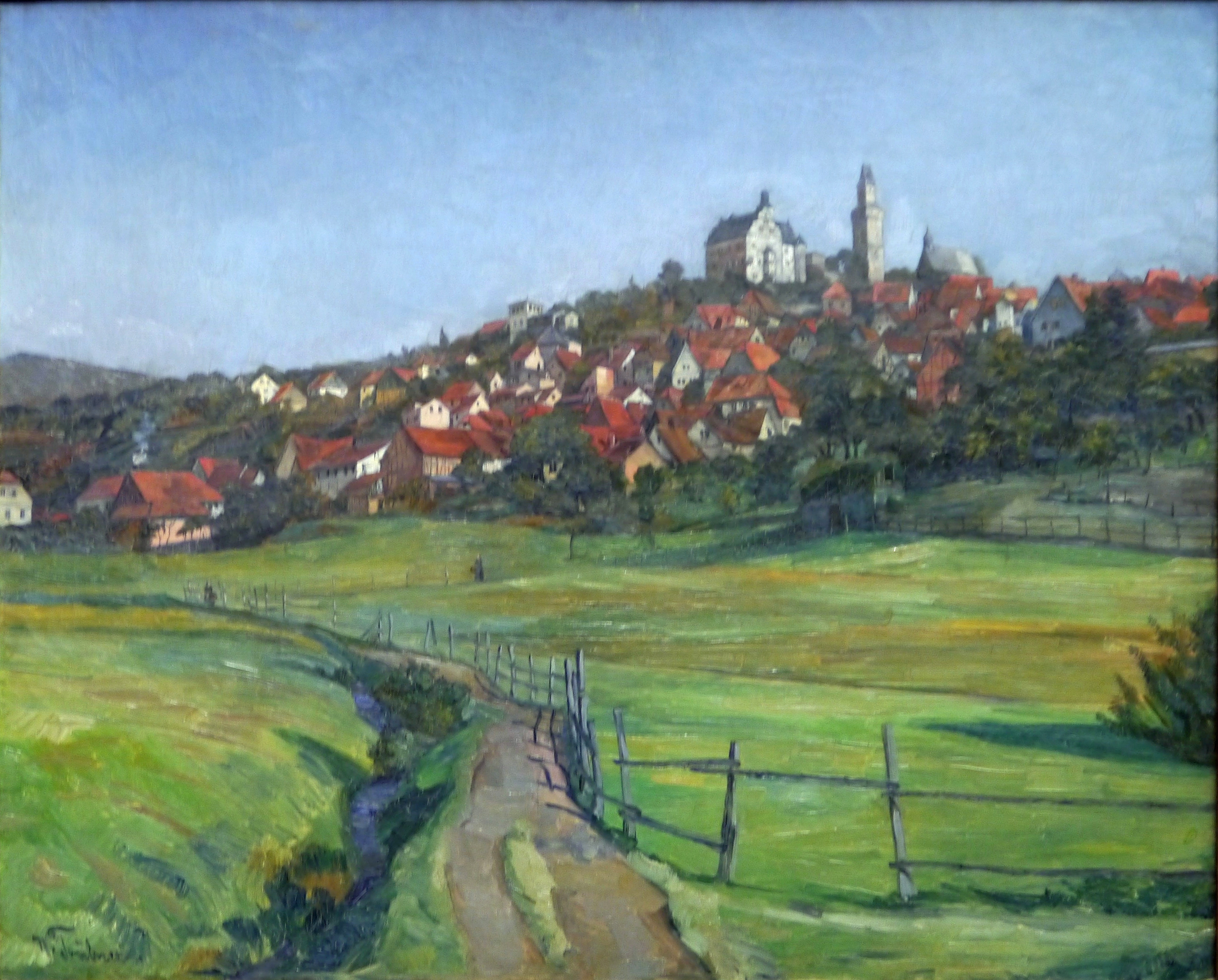
Ansicht von Kronberg, 1896, aus seiner Frankfurter Zeit

Wilhelm Trübner wollte ursprünglich den Beruf des Vaters, des Goldschmieds Johann Georg Trübner (1829–1885), ergreifen und dessen Werkstatt übernehmen und begann deshalb nach dem Abitur eine Ausbildung als Goldschmied. 1867 lernte er Anselm Feuerbach kennen, der ihn ermutigte, einer Karriere als bildender Künstler nachzugehen, und dies auch bei Trübners ursprünglich skeptischem Vater befürwortete. Seine erste Ausbildung als Maler erhielt er an der Kunstschule Karlsruhe in den Jahren 1867 bis 1868, wo er bei Karl Friedrich Schick und Feodor Dietz studierte. 1868 wechselte er an die Kunstakademie München und setzte seine Studien bei Alexander Wagner fort. Auf der ersten Internationalen Kunstausstellung in München sah er die Gemälde von Gustave Courbet und Wilhelm Leibl, von denen er zutiefst beeindruckt war. Von 1867 bis zu seinem Tode im Jahre 1917 war er Mitglied der Karlsruher Studentenverbindung Landsmannschaft Suevia i. CC.
Trübner zog nach Stuttgart, um dort sein Studium bei Hans Canon fortzusetzen. Er kehrte jedoch bereits 1870 wieder nach München zurück und wurde dann Schüler von Wilhelm von Diez. Er lernte Albert Lang und Carl Schuch kennen, mit denen er gemeinsam die Landschaft rund um den Starnberger See malte. In dieser Zeit lernte er Leibl persönlich kennen, der ihm nahelegte, sich vom akademischen Lehrbetrieb unabhängiger zu machen. Er teilte sich dann in München ein Malstudio mit Lang und Hans Thoma und stand in enger Verbindung zum „Leibl-Kreis“.
Im Jahre 1872 unternahm er erste längere Auslandsreisen. Die erste Reise führte nach Italien, in den drei Jahren danach zählten zu seinen Reisezielen neben Italien auch Holland und Belgien. 1875 ließ er sich endgültig in München nieder. Nach 1877 begann er, mythologische und literarische Themen in naturalistischer Manier zu malen. Zu den Künstlerkollegen, mit denen er sich in den 1880er Jahren besonders eng austauschte, zählten neben Thoma vor allem Lovis Corinth, Max Slevogt und Max Liebermann. Trübner wurde wie Thoma durch Aufträge des Frankfurter Architekten Simon Ravenstein gefördert. 1889 veranstaltete die Galerie Gurlitt in Berlin eine Ausstellung seiner Arbeiten.
Nach der Ausstellung widmete er sich wieder der Landschaftsmalerei. Im Jahre 1895 zog er nach Frankfurt, um dort am Städelschen Kunstinstitut zu lehren, wo ihm 1898 der Professorentitel verliehen wurde. Seine Schriften zur Kunsttheorie wurden 1892 und 1898 veröffentlicht. 1900 heiratete er seine Schülerin, die Malerin Alice Auerbach (1874–1916), 1903 kam ihr Sohn Jörg (1903–1930) zur Welt. 1901 trat er der Berliner Secession bei. Von 1903 bis 1917 war er Professor an der Kunstakademie Karlsruhe, wo er von 1904 bis 1910 auch die Funktion des Direktors wahrnahm. Dort war er ab 1910 Lehrer von Hans Breinlinger. 1911 widmete der örtliche Kunstverein ihm eine große Ausstellung, der 1913 eine weitere Ausstellung der Berliner Secession folgte. Trübner war 1914 Mitunterzeichner des Manifestes der 93.
Trübner selbst besaß eine umfangreiche Kunstsammlung. Gemälde seiner Weggenossen Anselm Feuerbach, Hans Canon, Wilhelm Leibl, Carl Schuch, Hans Thoma und Theodor Alt bildeten einen Sammlungsschwerpunkt. Ein weiterer Schwerpunkt lag auf altmeisterlichen Gemälden, neben altniederländischen und altitalienischen Meistern auch Werke von Lucas Cranach d. Ä., dessen „spröder Malstil“ dem Kunsthistoriker Eduard Plietzsch wesensverwandt mit Trübner erscheint. Schließlich sammelte Trübner auch Kunstwerke aus dem Fernen Osten und war 1909 Leihgeber zur Ausstellung „Japan und Ostasien in der Kunst“.
1917 erhielt er einen Ruf an die Berliner Kunstakademie. Aufgrund einer Erkrankung konnte er seine Berufung jedoch nicht mehr annehmen. Wilhelm Trübner starb noch im selben Jahr an einem Herzleiden in Karlsruhe und wurde auf dem dortigen Hauptfriedhof beigesetzt.
Wilhelm Trübner war Mitglied im Vorstand des Deutschen Künstlerbundes.

## Ehrungen
1918 veranstaltete die Freie Secession die Gedächtnisausstellung Wilhelm Trübner und Götz von Seckendorff. Trübners Porträt als Wasserspeier am Stephanienbrunnen in Karlsruhe schuf Hermann Binz.
Nach ihm sind der Wilhelm-Trübner-Weg in Karlsruhe, die Trübnerstraße in Heidelberg-Handschuhsheim und die Wilhelm-Trübner-Straße in Hemsbach benannt worden.
Zu seinem 100. Todestag widmet ihm die Universitätsbibliothek Heidelberg und das Kurpfälzische Museum eine Ausstellung mit dem Titel Reine Malerei zwischen Impressionismus und Abstraktion Wilhelm Trübner (1851–1917).

## Werke (Auswahl)
- Ave Caesar, morituri te salutant (Berlin, Nationalgalerie der Staatlichen Museen zu Berlin – Preußischer Kulturbesitz, Inv. Nr. A III 364)
- Abgesessene Kürassiere (Wien, Österreichische Galerie Belvedere, Inv. Nr. 1831)
- Der Kammersänger Theodor Reichmann (Wien, Österreichische Galerie, Inv. Nr. 3991)
- Landwehroffizier (Wien, Österreichische Galerie, Inv. Nr. 1199)
- Rosenstilleben (Wien, Österreichische Galerie, Inv. Nr. 3666)
- Verwundeter französischer Soldat (Berlin, Deutsches Historisches Museum, Inv. Nr. Gm 95/61), 1871, Öl auf Leinwand, 92 × 102 cm
- Christus im Grabe (Staatsgalerie Stuttgart), 1874, Öl auf Leinwand
- Bootssteg auf der Herreninsel im Chiemsee (Karlsruhe, Staatliche Kunsthalle), 1874, Öl auf Leinwand, 41 × 56 cm
- Bacchus (Kiel, Kunsthalle), 1874, Öl auf Leinwand, 93 × 79 cm[7]
- Buchenwald mit Liebespaar (Wien, Österreichische Galerie, Inv. Nr. 1688), 1876, Öl auf Leinwand, 55,5 × 46,5 cm
- Wachestehende Dogge (Nürnberg, Gemälde- und Skulpturensammlung der Stadt Nürnberg, Inv. Nr. Gm 0858, als Leihgabe im Germanischen Nationalmuseum Nürnberg), 1876, Öl auf Leinwand, 79 × 98 cm
- Dame in Grau (Essen, Museum Folkwang), 1876, Öl auf Leinwand, 106 × 93 cm
- Damenbildnis, Fräulein v.W. aus München (Essen, Museum Folkwang), 1877, Öl auf Leinwand
- Der Hund des Künstlers (Wien, Österreichische Galerie), um 1878/79, Öl auf Leinwand
- Der vom Kreuz genommene Christus (Hamburg, Hamburger Kunsthalle), 1874
- Bildnis des Schauspielers Josef Kainz (Bremen, Kunsthalle), 1879
- Reiterporträt (Berlin, Sammlung Hermann Nabel), um 1880, Öl auf Leinwand
- Vanitas Stillleben mit Totenkopf (Düsseldorf, Museum Kunstpalast), um 1880, Öl auf Leinwand
- Im Atelier (Nürnberg, Gemälde- und Skulpturensammlung der Stadt Nürnberg, Inv. Nr. Gm 1714, als Leihgabe im Germanischen Nationalmuseum), 1888, Öl auf Leinwand, 104 × 88 cm
- Bildnis Alice Trübner (Freiburg i. Br., Augustinermuseum), 1898, Öl auf Leinwand, 46 × 37 cm
- Reiterbildnis des Königs Wilhelm II. von Württemberg (Nürnberg, Gemälde- und Skulpturensammlung der Stadt Nürnberg, Inv. Nr. Gm 0657), 1906, Öl auf Leinwand, 272 × 155 cm
- Schloß Hemsbach (Freiburg i. Br., Augustinermuseum), 1906, Öl auf Leinwand, 78,55 × 92,5 cm
- Balkonzimmer – Interieur der Villa am Starnberger See (Nürnberg, Gemälde- und Skulpturensammlung der Stadt Nürnberg, Inv. Nr. Gm 1025, als Leihgabe im Germanischen Nationalmuseum), 1912, Öl auf Leinwand, 61,5 × 76,5 cm

## Schüler
- Emil Beithan (1878–1955)
- Robert Breyer (1866–1941)
- Waldemar Coste (1887–1948)
- Paul Dahlen (1881–1954)
- Adolf Dell (1890–1977)
- Fridel Dethleffs-Edelmann (1899–1982)
- Arthur Grimm (1883–1948)
- Wilhelm Guntermann (1887–1976)
- Oskar Hagemann (1888–1984)
- Hermann Treusch (1876–1962)
- Wladimir Lukianowitsch von Zabotin (1884–1967)
- Heinrich Gutjahr (1889–1973)[8]